# Pelecorhynchus tillyardi
Pelecorhynchus tillyardi är en tvåvingeart som beskrevs av Taylor 1918. Pelecorhynchus tillyardi ingår i släktet Pelecorhynchus och familjen Pelecorhynchidae. Inga underarter finns listade i Catalogue of Life.